# Ґаганендранатх Тагор
Ґаганендранатх Тагор (গগনেন্দ্রনাথ ঠাকুর, 18 вересня 1867 — 14 лютого 1938) — індійський художник, представник модерністського напрямку, небіж Рабіндраната Тагора.

## Життєпис
Походив з відомої та впливової літературної та мистецької родини Тагорів. Старший син Гунендранатха Тагора. Народився у маєтку «Джорасанко» в околицях Калькути, де провів разом із братом Абаніндранатхом своє дитинство. З раннього дитинства у нього була вихована гаряча любов до стародавнього національного мистецтва.
Отримав гарну домашню освіту. У 1906–1910 роках вивчав японську технику пензля, далекосхідне мистецтво. У 1907 році разом із своїм братом та Ернестом Гавелом створює Індійське товариство мистецтв народів Сходу. Незабаром став видавати «Щорічник» («Рупам»). З часом Ґаганендранатх відійшов від живопису, віддаючи увагу карикатурі.
У 1920 році приходить до модерністського живопису, часто працює у стилі кубізму. З 1925 році його стиль нагадує посткубізм. Помер 14 лютого 1938 року.

## Живопис
Значну роль у формуванні творчості Ґаганендранатха Тагора зіграли майстри європейської школи живопису, а також художники Японії. Ним були створені цікаві твори під впливом творчості прославленого японського майстра декоративного живопису Огата Коріна (XVII ст.). Ґ.Тагор також віддав данину кубізму і абстракціонізму.
Найбільше Тагор досяг успіху у створенні реалістичних у своїй основі творів. Це «Похорон кулі», «Жебраки пілігрими» та інші. Багато роботи художника присвячені темам індійського епосу, стародавній Індії. Художника хвилює і захоплює героїка минулого. У цьому він бачить велич Індії і свого народу, що відповідає духу Бенгальської відродження, в якому Ґаганендранатх Тагор зіграв не останню роль.
Художник також створював сатиричні або карикатурні твори, висміюючи пороки, висміюючи несправедливість. В одному з них — «Сила закону» — зображений ситий, задоволений, повний благополуччя поліцейський, який під парасолькою веде до відділку двох нещасних жебраків, голодних і промоклих.
Твори Ґаганендранатха Тагора привертали до себе не тільки цікавою тематикою і глибиною змісту, а також те, що він був чудовим колористом.